# Quiste coloide

TC de quiste coloide de 1 cm

Un quiste coloide es un tumor cerebral no canceroso (benigno). Consta de una sustancia gelatinosa (coloide) contenida en una membrana de epitelio. En la mayoría de los casos se encuentra en una posición inmediatamente posterior al agujero interventricular, en la porción anterior del tercer ventrículo, y se desarrollan desde el techo del ventrículo. Debido a su ubicación, puede provocar hidrocefalia obstructiva y un incremento de la presión intracraneal. Los quistes coloides representan entre el 0,5% y el 1,0% de todos los tumores intracraneales.
Entre sus síntomas están la cefalea, el vértigo, las pérdidas de memoria, la visión doble (diplopía), las alteraciones del comportamiento y, en casos extremos, la muerte súbita. Este tipo de lesiones se caracterizan por una intermitencia en los síntomas. Si no se trata la presión que provocan, puede producirse una hernia cerebral. Existen cuatro variables vinculadas a los síntomas de un quiste coloide: tamaño del quiste, características de la imagen del quiste, tamaño del ventrículo y edad del paciente. No se ha determinado el origen de su desarrollo, aunque podría ser endodérmico, lo que explicaría la presencia de células cilíndricas ciliadas que presentan secreción mucinosa. Estos quistes pueden ser extirpados por resección quirúrgica, aunque existe división de opiniones respecto a su conveniencia.

## Síntomas
Los pacientes con quiste coloide del tercer ventrículo comienzan a presentar síntomas cuando el tumor aumenta de tamaño de forma rápida, provocando una obstrucción en el flujo del líquido cefalorraquídeo (LCR), una ventriculomegalia y un aumento de la presión intracraneal. No obstante, algunos quistes aumentan de tamaño de forma más gradual y permiten que el paciente acomode la masa creciente sin que se interrumpa el flujo de LCR; el paciente es entonces asintomático. En estos casos, si el quiste detiene su crecimiento, el paciente se mantiene un estado estable de producción y absorción de LCR y puede no ser necesaria una intervención neuroquirúrgica.

## Diagnóstico

Imagen de un cerebro en estado normal y de un cerebro con quiste coloide.

Los quistes coloides pueden diagnosticarse según los síntomas que presenten. Es necesario llevar a cabo análisis adicionales. Los síntomas pueden ser similares a los de otras enfermedades. Para confirmar el diagnóstico, a menudo se utilizan imágenes por resonancia magnética (IRM) o tomografías computarizadas (TC).

## Tratamiento
Existen diversas opciones para su tratamiento, dependiendo de la gravedad de los síntomas y de los efectos que tengan en el paciente. Entre las principales opciones están la observación, la craneotomía para una resección microquirúrgica, la extracción neuroendoscópica, el drenaje por estereotaxia y la derivación ventriculoperitoneal bilateral del LCR.

### Resección quirúrgica
Se han llevado a cabo muchos estudios acerca de cómo extirpar un quiste coloide. Una opción es la resección endoscópica. Se introduce un endoscopio en el cerebro a través de una pequeña incisión y se procede hacia el tumor en el compartimento ventricular. Se aplica una corriente eléctrica al tumor, tras lo cual se elimina el interior del quiste seguido de la pared quística. Tras esto, se utiliza la corriente eléctrica para eliminar los componentes que queden del quiste. El proceso puede durar entre 45 minutos y 1 hora, incluyendo la sutura de la incisión y la extracción del endoscopio. Los pacientes podrán ser dados de alta 1 o 2 días después. Según otro estudio, la ventriculomegalia podría no ser una contraindicación para la resección endoscópica, puesto que en la afección se dan índices de complicación comparables. Otro estudio experimentó con el uso de una sonda retractora de menor tamaño (12 mm en lugar de 16–22 mm). La cirugía eliminó con éxito el quiste y el tamaño de la herida quirúrgica disminuyó dado el tamaño menor de la sonda retractora.
Para prevenir futuras hidrocefalias posoperatorias, puede optarse por una ventriculostomía endoscópica del tercer ventrículo (VET). Con ello se evita la introducción de derivaciones bilaterales.